# Fragmosis
La fragmosis, del griego clásico φραγμός, cerca, valla o barricada. Es una adaptación que poseen algunos animales que viven en huecos o madrigueras, donde utilizan una parte de su cuerpo (generalmente la cabeza o el extremo posterior del cuerpo) como una barrera. El término fue propuesto en 1927 por el entomólogo estadounidense William Morton Wheeler. La fragmosis se puede observar en distintas especies de animales, por ejemplo en diversas especies de hormigas como Colobopsis etiolata, en las larvas de los escarabajos del género Cicindela, en las arañas del género Cyclocosmia, en anelidos de la familia Maldanidae o en anuros como Aparasphenodon arapapa, Osteopilus crucialis, Peltophryne empusa, Smilisca fodiens, Corythomantis greeningi y Triprion petasatus,